# ويستهم
فيستهم (بالفارسية الوسطى: 𐭥𐭮𐭲𐭧𐭬) كان خال الملك الساساني (الشاه) كسرى الثاني. ينتمي إلى سلالة البارثين التي تنحدر من عائلة اسباهبودان النبيلة. 
ساعد فيستهم كسرى الثاني في استعادة عرشه بعد قيام بهرام جوبين (وهو أحد النبلاء من عائلة مهران) بتمرد. وفي وقت لاحق قاد فيستهم ثورة بنفسه وانقلب على كسرى الثاني، وحكم بشكل مستقل على منطقة تشمل الشرق الإيراني بأكمله حتى هزمه كسرى الثاني وحلفاؤه.